# Янн Карамо
Янн Карамо (фр. Yann Karamoh, нар. 8 липня 1998, Абіджан) — французький футболіст івуарійського походження, нападник італійського клубу «Торіно».
Грав за молодіжну збірну Франції.

## Клубна кар'єра
Народився 8 липня 1998 року в Абіджані, столиці Кот-д'Івуару. У дворічному віці переїхав до Франції, де 2004 року почав займатися футболом в структурі паризького «Расінга».
2011 року перейшов до академії «Кана», а за п'ять років дебютував за головну команду цього клубу у Лізі 1.
У серпні 2017 року за 6 мільйонів євро перейшов «Інтернаціонале». Не ставши гравцем основного складу міланської команди, за рік повернувся до Франції, де на правах оренди протягом сезону захищав кольори «Бордо».
17 липня 2019 року на умовах оренди з подальшим обов'язковим викупом став гравцем «Парми».

## Виступи за збірні
2014 року дебютував у складі юнацької збірної Франції (U-16), загалом на юнацькому рівні за команди різних вікових категорій взяв участь у 22 іграх, відзначившись 7 забитими голами.
Протягом 2017—2018 років залучався до складу молодіжної збірної Франції. На молодіжному рівні зіграв у 4 офіційних матчах, забив 1 гол.

## Статистика виступів

### Статистика клубних виступів
Станом на 18 жовтня 2020
| Сезон                      | Команда                    | Чемпіонат                  | Чемпіонат | Чемпіонат | Національний кубок | Національний кубок | Національний кубок | Континентальні кубки | Континентальні кубки | Континентальні кубки | Інші змагання | Інші змагання | Інші змагання | Усього | Усього | Усього |
| Сезон                      | Команда                    | Ліга                       | Ігор      | Голів     | Ліга               | Ігор               | Голів              | Ліга                 | Ігор                 | Голів                | Ліга          | Ігор          | Голів         | Ігор   | Голів  |        |
| -------------------------- | -------------------------- | -------------------------- | --------- | --------- | ------------------ | ------------------ | ------------------ | -------------------- | -------------------- | -------------------- | ------------- | ------------- | ------------- | ------ | ------ | ------ |
| 2015–16                    | «Кан-2»                    | АЧФ                        | 28        | 11        | -                  | -                  | -                  | -                    | -                    | -                    | -             | -             | -             | 28     | 11     |        |
| 2016–17                    | «Кан»                      | Л1                         | 35        | 5         | КФ+КЛ              | 1+0                | 0+0                | -                    | -                    | -                    | -             | -             | -             | 36     | 5      |        |
| 2017–18                    | «Інтернаціонале»           | A                          | 16        | 1         | КІ                 | 1                  | 0                  | -                    | -                    | -                    | -             | -             | -             | 17     | 1      |        |
| серп. 2018                 | «Інтернаціонале»           | A                          | 1         | 0         | КІ                 | -                  | -                  | ЛЧ                   | -                    | -                    | -             | -             | -             | 1      | 0      |        |
| Усього за «Інтернаціонале» | Усього за «Інтернаціонале» | Усього за «Інтернаціонале» | 17        | 1         |                    | 1                  | 0                  |                      | -                    | -                    |               | -             | -             | 18     | 1      |        |
| серп. 2018–19              | «Бордо»                    | Л1                         | 22        | 3         | КФ+КЛ              | 1+3                | 0+0                | ЛЄ                   | 6                    | 0                    | -             | -             | -             | 32     | 3      |        |
| 2019–20                    | «Парма»                    | A                          | 14        | 1         | КІ                 | 1                  | 0                  | -                    | -                    | -                    | -             | -             | -             | 15     | 1      |        |
| 2020–21                    | «Парма»                    | A                          | 4         | 1         | КІ                 | 0                  | 0                  | -                    | -                    | -                    | -             | -             | -             | 4      | 1      |        |
| Усього за «Парму»          | Усього за «Парму»          | Усього за «Парму»          | 18        | 2         |                    | 1                  | 0                  |                      |                      |                      |               |               |               | 19     | 2      |        |
| Усього за кар'єру          | Усього за кар'єру          | Усього за кар'єру          | 120       | 22        |                    | 7                  | 0                  |                      | 6                    | 0                    |               | -             | -             | 133    | 22     |        |